# Manewr bez nazwy
Manewr bez nazwy (Scissors coup) – w brydżu manewr rozgrywającego polegający na rozcięciu komunikacji obrońców w sytuacji, w której oddanie lewy w bocznym kolorze grozi przebitką.
|   |        | ♠     | AD742 |   |       |
| ♥ | K1076  |       |       |   |       |
| ♦ | W83    |       |       |   |       |
| ♣ | 9      |       |       |   |       |
| ♠ | 10953  | NW ES | NW ES | ♠ | K86   |
| ♥ | A8     | NW ES | NW ES | ♥ | 5     |
| ♦ | KD     | NW ES | NW ES | ♦ | 9752  |
| ♣ | K10762 | NW ES | NW ES | ♣ | ADW43 |
|   |        | ♠     | W     |   |       |
| ♥ | DW9432 |       |       |   |       |
| ♦ | A1054  |       |       |   |       |
| ♣ | 85     |       |       |   |       |

S rozgrywa cztery kier po wiście królem karo.  Jeżeli rozgrywający zacznie zgrywać atuty, to W wygra pierwszą lewę asem, zgra dobrą damę karo i przejdzie do ręki partnera asem trefl w celu otrzymania przebitki karo.  Aby temu zapobiec, w drugiej lewie rozgrywający musi zagrać trefla zamiast kiera, przerywając komunikację obrońców.

|   |        | ♠     | A10   |   |         |
| ♥ | W963   |       |       |   |         |
| ♦ | W3     |       |       |   |         |
| ♣ | KD1085 |       |       |   |         |
| ♠ | 8432   | NW ES | NW ES | ♠ | DW76    |
| ♥ | 75     | NW ES | NW ES | ♥ | A8      |
| ♦ | D97    | NW ES | NW ES | ♦ | AK10852 |
| ♣ | 9762   | NW ES | NW ES | ♣ | 4       |
|   |        | ♠     | K95   |   |         |
| ♥ | KD1042 |       |       |   |         |
| ♦ | 64     |       |       |   |         |
| ♣ | AW3    |       |       |   |         |

S rozgrywa cztery kier po wiście karowym.  E bierze pierwszą lewę królem i gra singletona trefl.  Rozgrywający nie może zagrać w kara dla przerwania komunikacji, bo doprowadziłoby to do szybkiej przebitki trefl i wpadki.  Rozgrywający może zrealizować kontrakt łącząc manewr bez nazwy z manewrem przegrywająca na przegrywającą – po wzięciu drugiej lewy S gra w piki trzy razy, na trzeciego pika zrzucając ze stołu ostatnie karo.